# Весёлая Долина (Зайцевский сельский совет)
Весёлая Доли́на (укр. Весела Долина) — село в Бахмутской городской общине Бахмутского района Донецкой области Украины.

## География
В Донецкой области имеется одноимённый населённый пункт — село Весёлая Долина к югу от посёлка Ольховатки.

## Население
Население по переписи 2001 года составляло 277 человек.

## Общая информация
Почтовый индекс — 84570. Телефонный код — 6274.